# Синаторія
Синато́рія — невеликий хребет в Українських Карпатах, у північно-західній частині гірського масиву Маковиця (частина Вулканічного хребта). Розташований у межах Перечинського району Закарпатської області. 
Хребет простягається з північного заходу на південний схід на 4–5 км. Відносна висота — 750 м, максимальна — 812 м. Схили дуже круті, лише з південного сходу хребет пологою перемичкою з'єднується з відногами гори Анталовецька Поляна. 
Найближчі населені пункти: місто Перечин, села Ворочово, Сімер, Тур'ї Ремети.

## Цікаві факти
- Синаторія вирізняється між сусідніми хребтами своєю унікальністю та мальовничістю. У бік долини річки Тур'ї хребет обривається стрімкими скелями. В одній з них є невелика печера. На схід від печери, на відстані близько одного кілометра плоскогір'я виступає гострим мисом та обривається над долиною річки Клокотива прямовисним стрімчаком заввишки 70–80 м, який називається Сокольцем. Подібним стрімчаком завершується один з відногів Синаторія в напрямку села Сімера. Ця скеля має назву Соколець Сімерський. Назва скель походить від того, що на них любили гріздитися соколи.